# Santa Coloma de Queralt
Santa Coloma de Queralt là một đô thị thuộc tỉnh Tarragona trong cộng đồng tự trị Catalonia, phía bắc Tây Ban Nha. Đô thị này có diện tích là 33,9 ki-lô-mét vuông, dân số năm 2011 là 3092 người với mật độ người/km². Đô thị này có cự ly km so với Tarragona.